# 三科
三科，又稱三法，佛教术语，是在阿毗達磨中對於一切法的分類方法之一。部派佛教論書中，將一切法分為蘊、處、界三者，合稱三科。

## 分类
部派佛教認為，釋迦牟尼說法時，以五蕴、十二处和十八界等三種廣略不同的說法來解說一切法。其包括：
1. 五蕴：[2]
  1. 色蕴，总该五根五境等有形物质。
  2. 受蕴，对境而承受事物之心的作用。
  3. 想蕴，对境而想像事物之心的作用。
  4. 行蕴，其他对境关于嗔贪等善恶一切之心的作用。
  5. 识蕴，对境而了别识知事物之心的本体。
2. 十二处：即六根（眼、耳、鼻、舌、身、意）和六境（色、声、香、味、触、法），为六种感官及其相对的客观对象。
3. 十八界：即六根、六境以及由此而产生的六识（眼识、耳识、鼻识、舌识、身识、意识）。

三科的分类法，要求佛教僧众从这三方面来观察世界，旨在破除我执。

## 心經
玄奘法師译《心經》经文，与五蕴、十二处、十八界等三科相关的有：
- “觀自在菩薩，行深般若波羅蜜多時，照見五蘊皆空，度一切苦厄。……”（五蘊）
- “色不異空，空不異色；色即是空，空即是色。受、想、行、識，亦復如是。……”（五蘊）
- “是故空中無色，無受、想、行、識；無眼、耳、鼻、舌、身、意；無色、聲、香、味、觸、法；無眼界，乃至無意識界……”（五蘊、十二处、十八界）